# عز الدين مسعود الثاني

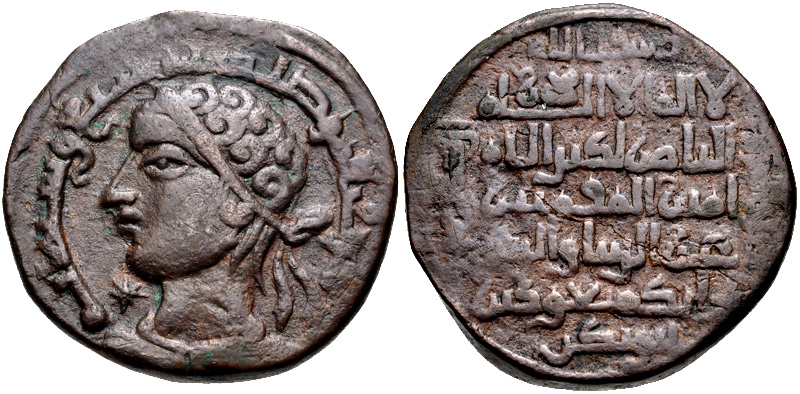
عملة للأمير عز الدين مسعود الثاني (حكم 1211–1218م)، ضُربت في الموصل سنة 607هـ (1211م). الوجه الأمامي: تمثال نصفي لرجل بأسلوب كلاسيكي مع إكليل وثوب، نجمة بسيطة إلى يسار الكتف، اسم دار الضرب والتاريخ حول الهامش. الوجه الخلفي: الشهادة وأسماء وألقاب الخليفة العباسي أحمد الناصر لدين الله وعز الدين مسعود في ستة أسطر، واسم ولقب السلطان الأيوبي العادل سيف الدين أحمد في الهامش الخارجي.

عز الدين مسعود الثاني (حكم 1211–1218م) هو ابن وخليفة نور الدين أرسلان شاه بن مسعود، حاكم الدولة الزنكية في منطقة الموصل بالعراق الحالي. كان عمره عشر سنوات فقط عند اعتلائه العرش، فوضعه والده وهو على فراش الموت تحت وصاية وصيّ أو أتابك هو بدر الدين لؤلؤ، أحد مماليكه الموثوقين.
طوال فترة حكمه، كانت السلطة الفعلية بيد بدر الدين لؤلؤ.
كان لعز الدين مسعود الثاني ولدان صغيران، نور الدين أرسلان شاه الثاني وناصر الدين محمود، وقد وُضعا أيضًا تحت وصاية بدر الدين لؤلؤ.